# Coussapoa david-smithii
Coussapoa david-smithii är en nässelväxtart som beskrevs av C.C. Berg. Coussapoa david-smithii ingår i släktet Coussapoa och familjen nässelväxter. Inga underarter finns listade i Catalogue of Life.